# Myxinia
Myxinia là một chi bướm đêm thuộc họ Noctuidae.